# Fuse orare în Brazilia
     UTC−5
     UTC−4
     UTC−4 / ora de vară: UTC−3
     UTC−3
     UTC−3 / ora de vară: UTC−2
     UTC−2
Actual patru fuse orare sunt folosite în Brazilia: UTC-5, UTC−4, UTC−3 și UTC−2. Există o propunere să fie folosit doar un singur fus orar pentru toată țara.
Ora de vară se folosește în Brazilia din 1931. Până în 1988 toate statele braziliane foloseau ora de vară. Actual doar statele în sudul Braziliei mai folosesc ora de vară, care până în 2017 a început în a treia duminică din luna octombrie (începând din 2018 va începe în prima duminică din noiembrie) și se termină în a treia duminică din luna februarie. Dacă celebrarea sărbătorilor de carnaval este pe a treia duminică din februarie, ora de vară se termină cu o săptămână mai târziu.

## Ora de Brasília −2 (Horário de Brasília −2 /UTC−5)

### Ora standard
| Acre |

## Ora de Brasília −1 (Horário de Brasília −1 /UTC−4)

### Ora standard
| Amazonas           | Mato Grosso |         |
| Mato Grosso do Sul | Rondônia    | Roraima |

Acre și sud-vestul de statul Amazonas au folosit până în 24 iunie 2008 fusul orar UTC−5 (Horário de Brasília −2). La referundumul din 31 octombrie 2010 majoritatea populației din statul Acre a cerut reintroducerea fusului orar UTC−5 în statul lor, ceea ce sa întâmplat după decretul legal de 10 noiembrie 2013.

## Ora de Brasília (Horário de Brasília /UTC−3)
Acest fus orar este folosit în capitala Brasília și în cele mai multe state braziliane ca ora standard. Vestul de statul Pará a folosit până în 2008 fusul orar UTC−4.

### Ora standard
| Alagoas           | Amapá          | Bahia        | Distrito Federal | Espírito Santo      |
| Goiás             | Maranhão       | Minas Gerais | Pará             | Paraíba             |
| Paraná            | Pernambuco     | Piauí        | Rio de Janeiro   | Rio Grande do Norte |
| Rio Grande do Sul | Santa Catarina | São Paulo    | Sergipe          | Tocantins           |

### Ora de vară (vara din emisfera sudică)[7]
| Mato Grosso | Mato Grosso do Sul |

## Ora de Brasília +1 (Horário de Brasília +1 /UTC−2)

### Ora standard (tot anul)
Insulele braziliane în Oceanul Atlantic:
| Fernando de Noronha                           | Atolul das Rocas       |
| Arhipelagul de Sfântul Petru și Sfântul Pavel | Trindade și Martim Vaz |

### Ora de vară (vara din emisfera sudică)[7]
| Distrito Federal  | Espírito Santo | Goiás          |
| Minas Gerais      | Paraná         | Rio de Janeiro |
| Rio Grande do Sul | Santa Catarina | São Paulo      |